# Alexis Sebastián Cabrera
Alexis Sebastián Cabrera (Buenos Aires, Argentina, 18 de marzo de 1987) es un futbolista argentino. Juega como mediocampista y actualmente milita en Club Atlético Sarmiento del Liga lobense de futbol.

## Trayectoria
Debutó con Lanús de la mano de Ramón Cabrero en 2005, pero debido a su escaso rendimiento con el Granate, en 2008 fichó por el San Martín de Mendoza. Luego pasó por Chile en los clubes Naval y Deportes La Serena. Para la segunda mitad de 2011, regresa a la Argentina para vestir la playera del Club Almagro. Tuvo un paso por el fútbol Ecuatoriano y luego vuelve a la Argentina para jugar en Rivadavia de Venado Tuerto.

## Clubes
| Club               | País      | Año       |
| ------------------ | --------- | --------- |
| Lanús              | Argentina | 2005-2007 |
| San Martín (M)     | Argentina | 2008-2009 |
| Naval              | Chile     | 2009-2010 |
| Deportes La Serena | Chile     | 2010-2011 |
| Almagro            | Argentina | 2011-2012 |
| Ferroviarios       | Ecuador   | 2012-2013 |
| Rivadavia (VT)     | Argentina | 2014      |
| Victoria           | Honduras  | 2014      |
| Rivadavia (VT)     | Argentina | 2015      |
| San Miguel         | Argentina | 2016      |
| Camioneros         | Argentina | 2016-2017 |

## Palmarés

### Campeonatos nacionales
| Título          | Club  | País      | Año  |
| --------------- | ----- | --------- | ---- |
| Torneo Apertura | Lanús | Argentina | 2007 |